# Herrgårdsudden
Herrgårdsudden är ett planerat kommunreservat i Örnsköldsviks kommun, som ligger vid Åfjärden bredvid Köpmanholmens herrgård. Det planerade reservatet är ungefär 13 hektar stort och kan beskrivas som ett friluftsområde med lundartad lövskog.
Inom projektet High Coast Art Valley anlades Herrgårdsparken, en natur- och konstpark, på udden som stod klar sommaren 2014.

## Flora
Floran i området är rik med många ovanliga arter. Den lundartade lövskogen innehåller arten som mellansmörblomma, gulsippa, blåsippa, rysk blåstjärna, kantig fetknopp, snärjmåra, svart trolldruva, nejlikrot, skogssallat, skogsförgätmigej, krollilja och besksöta.
Bland vedsvamparna kan nämnas: Platticka, lönnticka, kuddticka och barkticka.

## Gallerier

### Naturgalleri

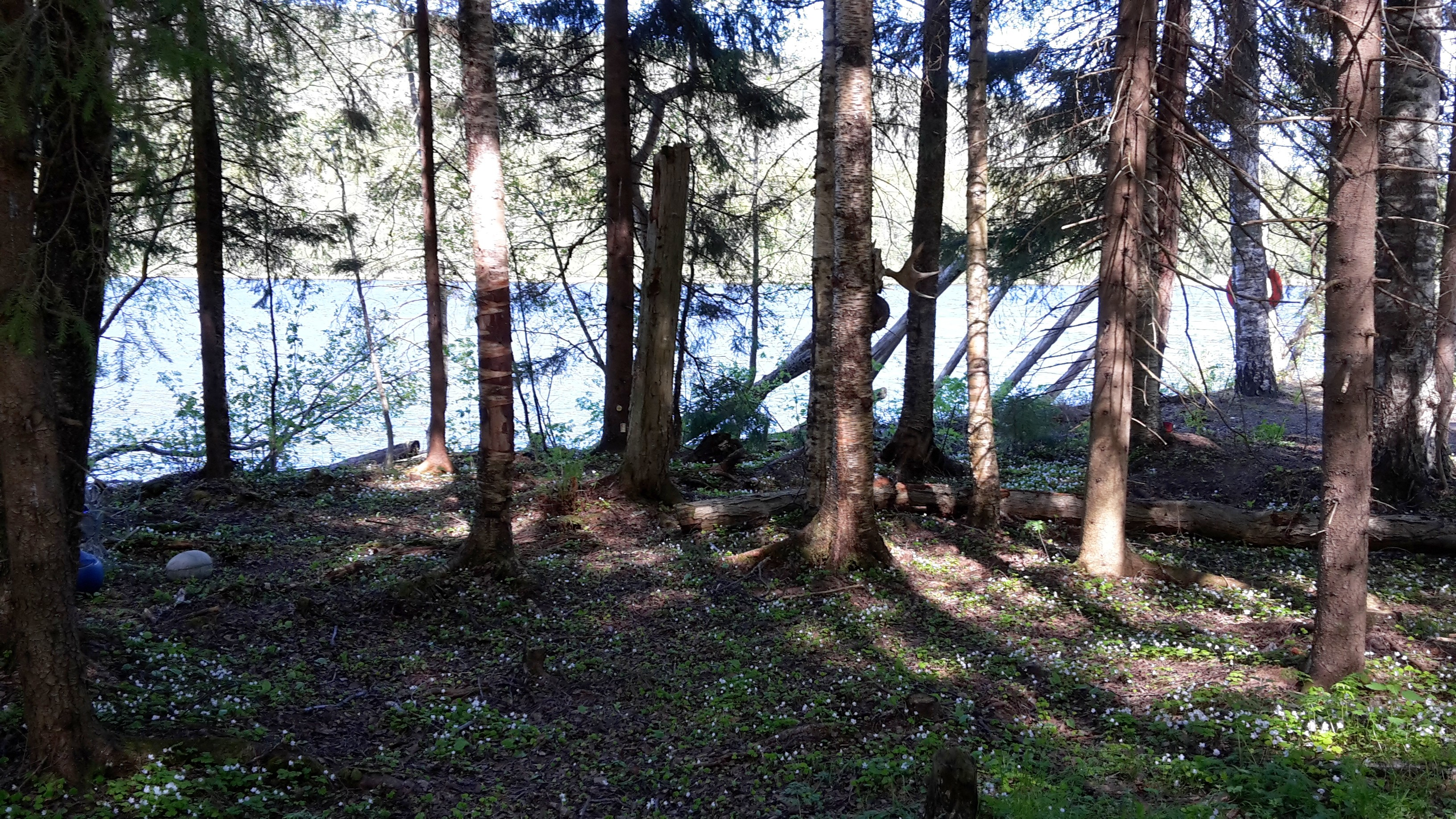
Mörk granskog vid rastplats vid Herrgårdsudden.
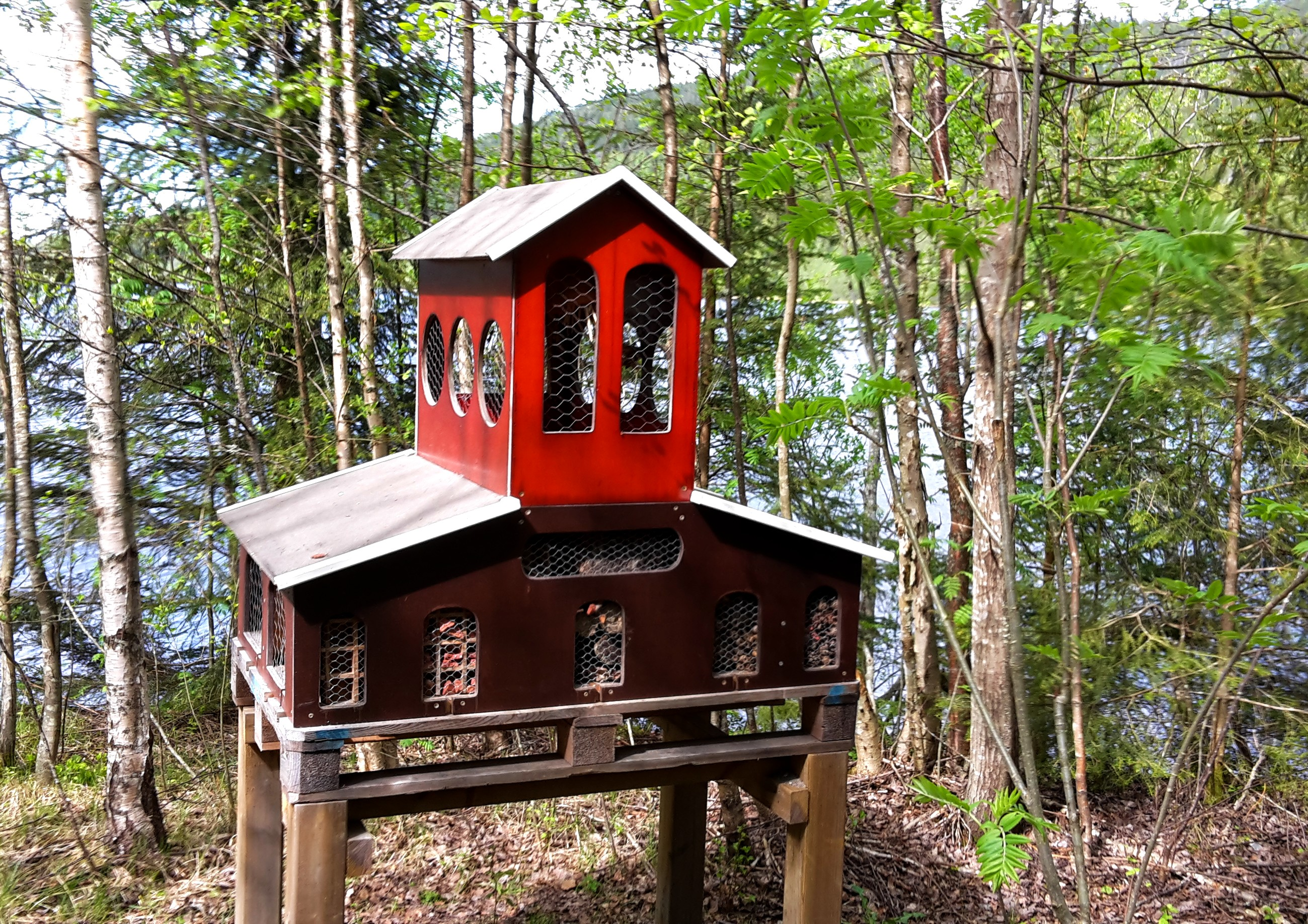
Insektshus vid Åfjärden, byggt av Köpmanholmens fritidsverksamhet.
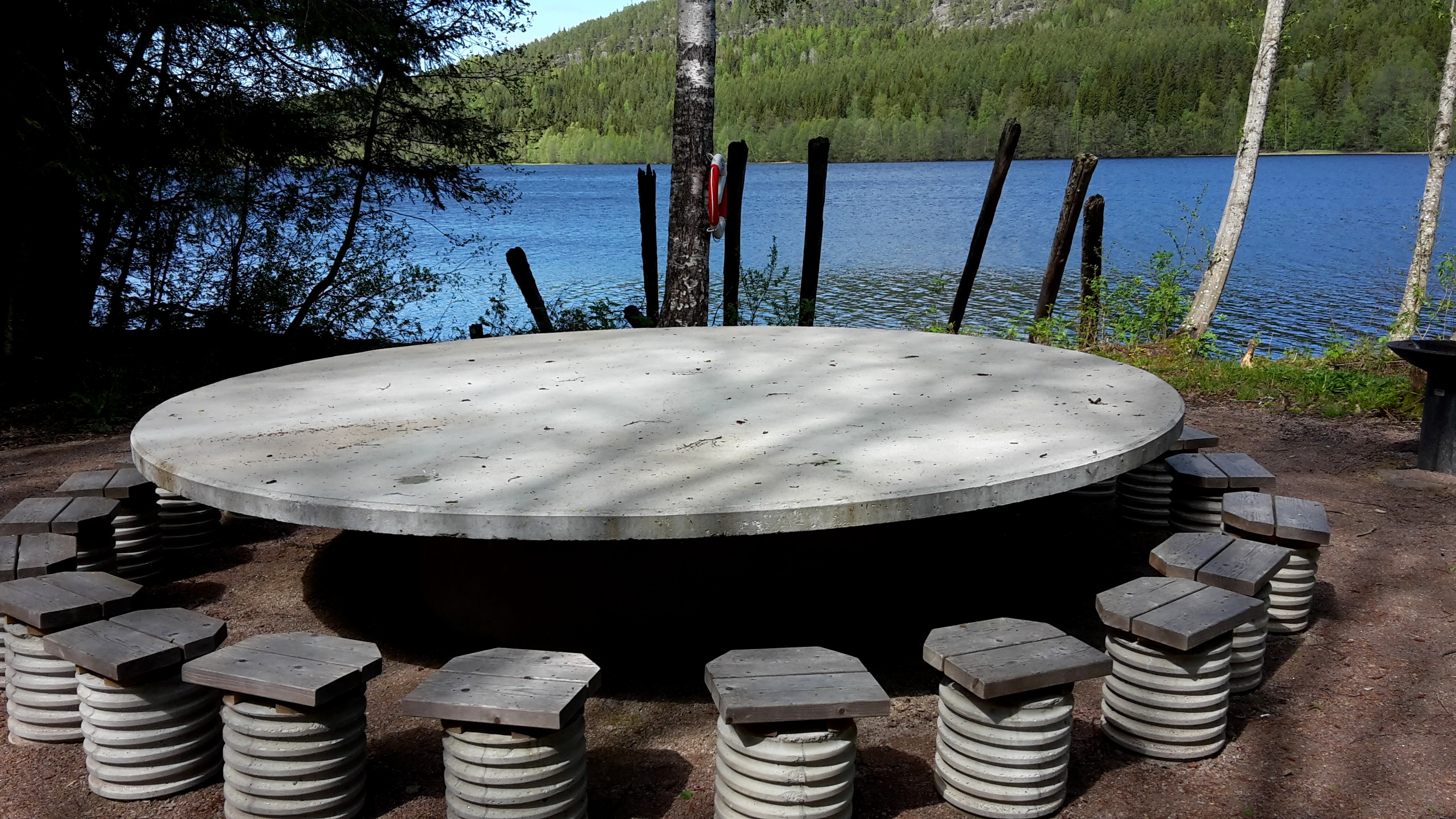
Rastplats med utsikt över Åfjärden.
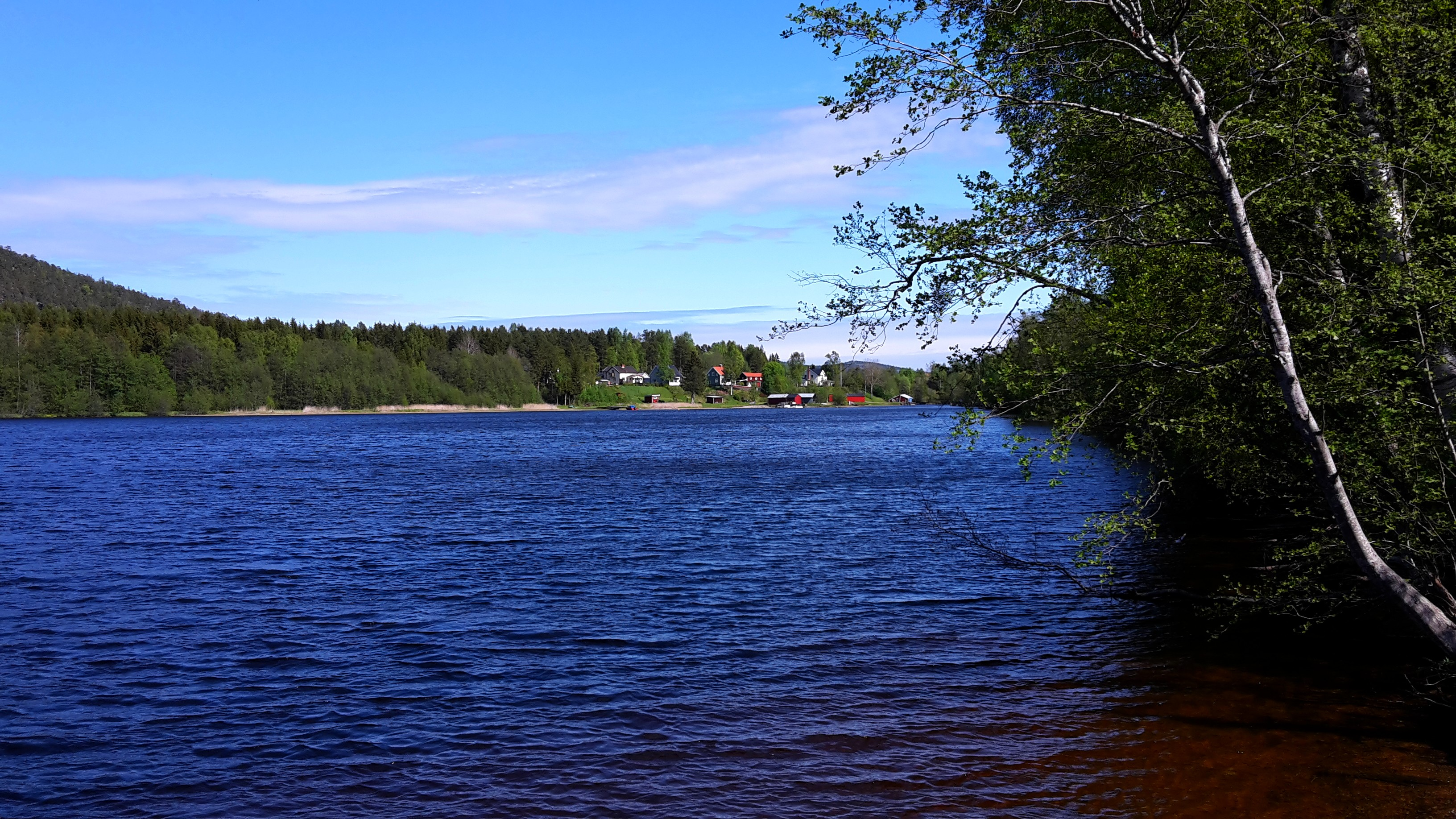
Utsikt över Åfjärden från bryggan vid Herrgårdsudden.
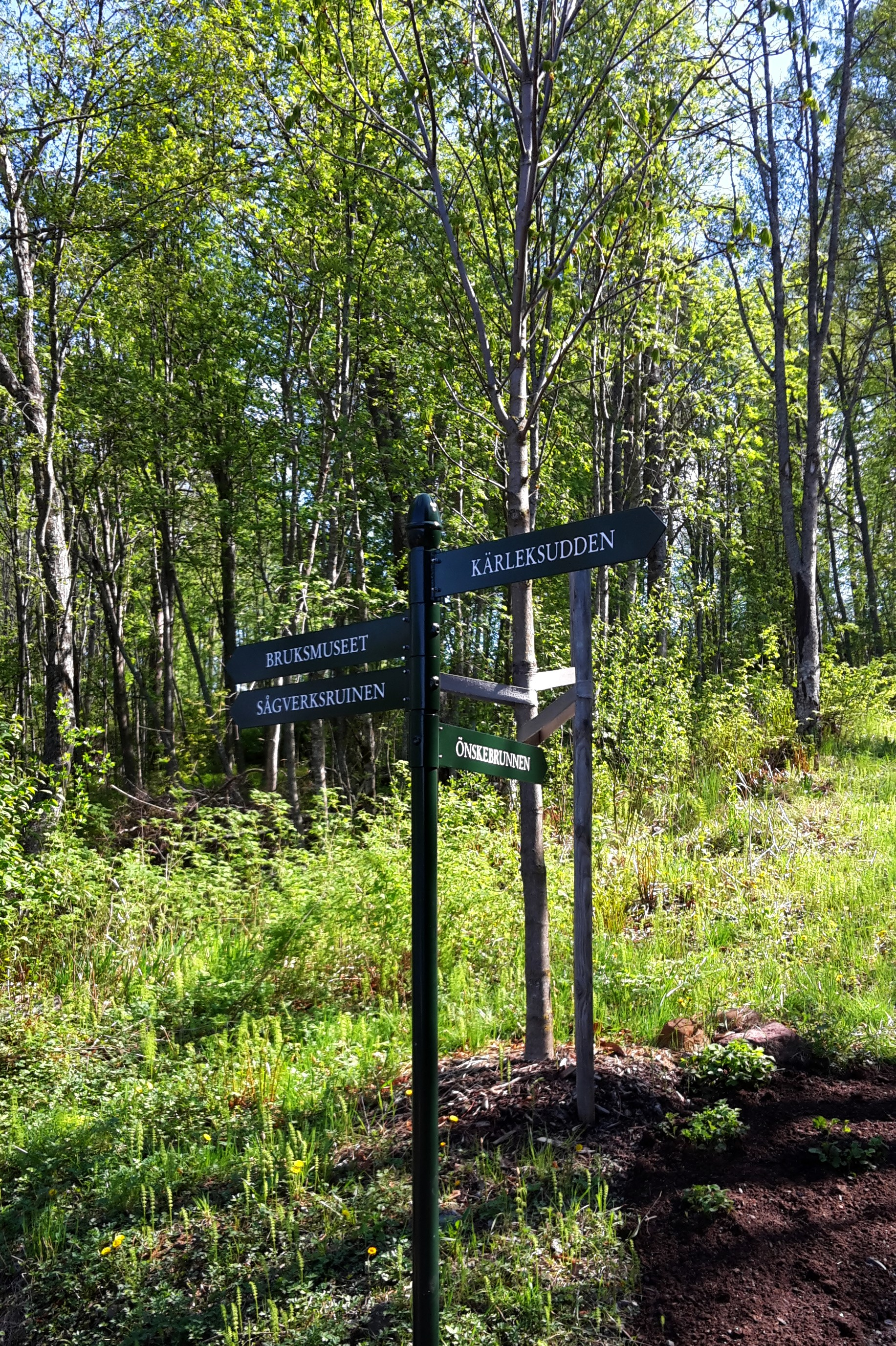
Vägvisare vid Herrgårdsudden.
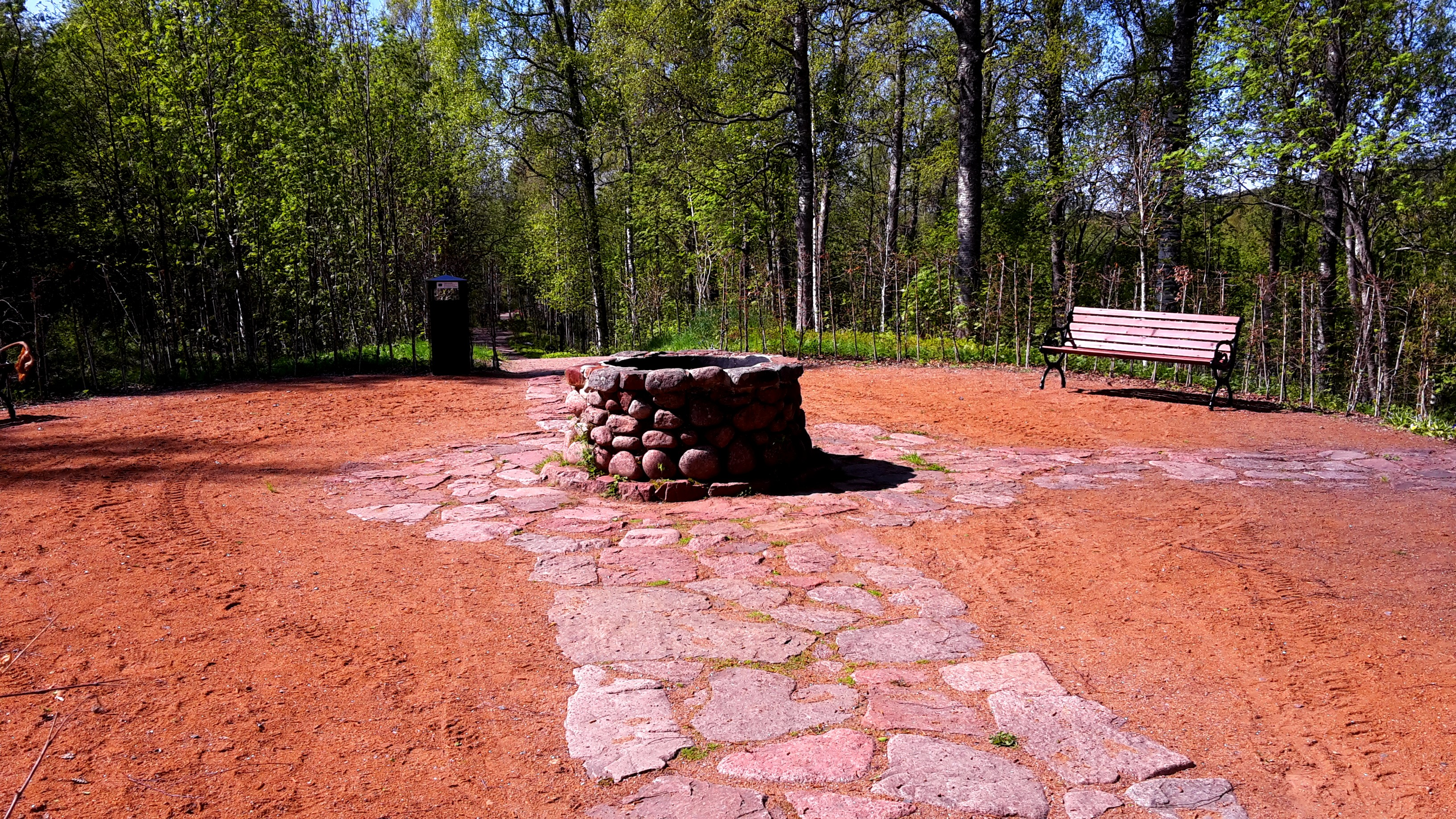
Den gamla önskebrunnen vid Herrgårdsudden i Köpmanholmen.

### Konstgalleri

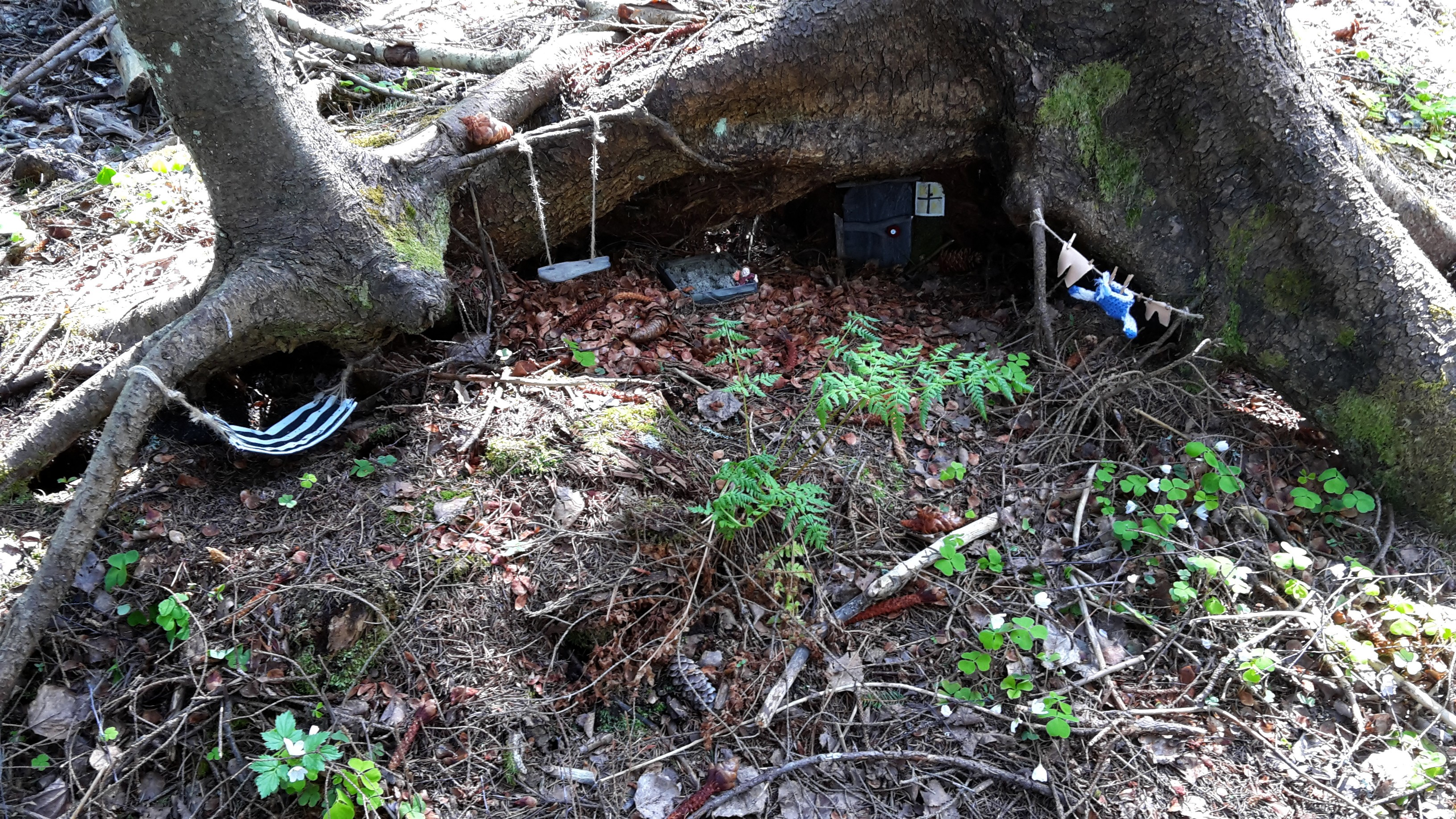
Minikonstverk i granskogen.
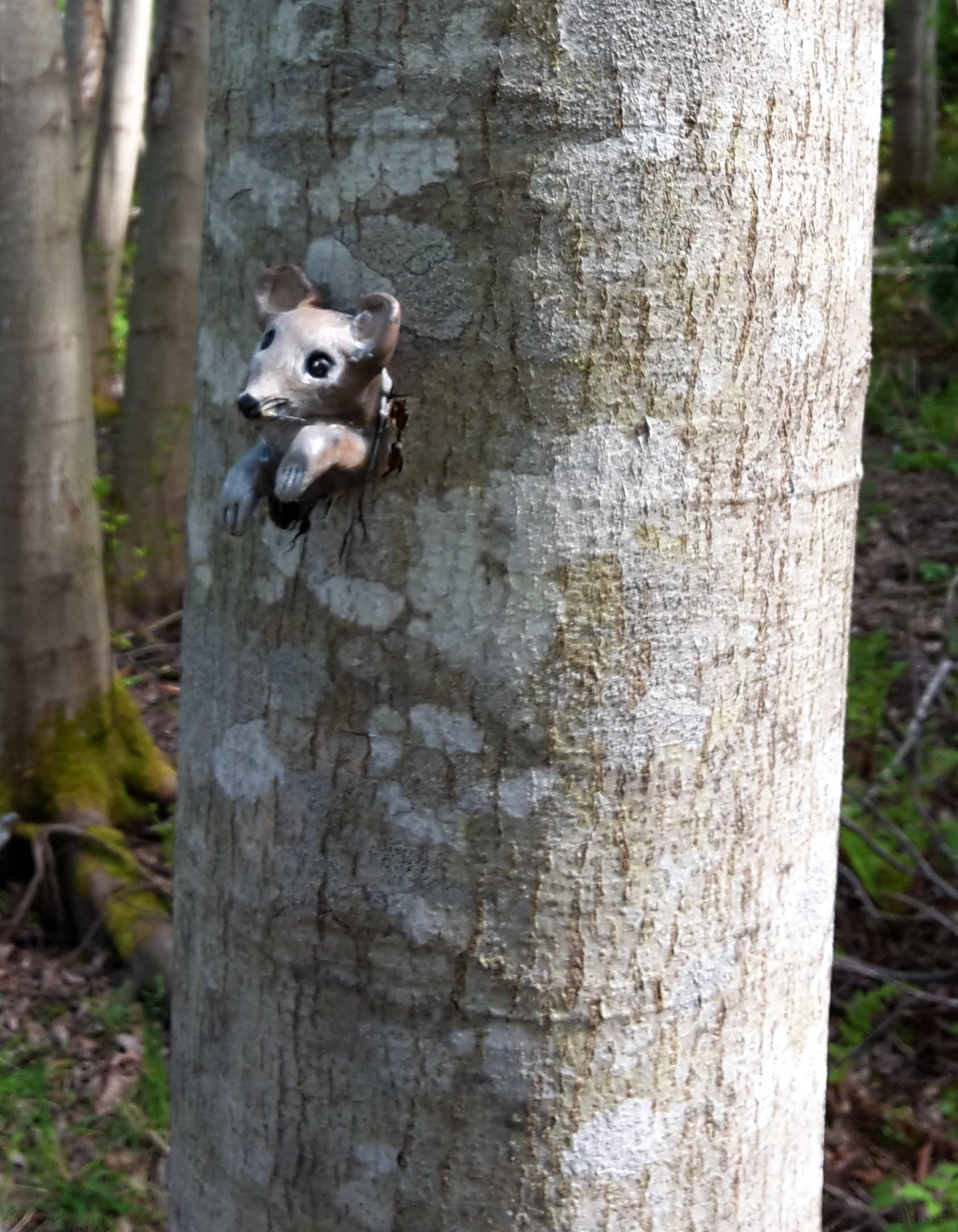
Minikonstverk på gråal.
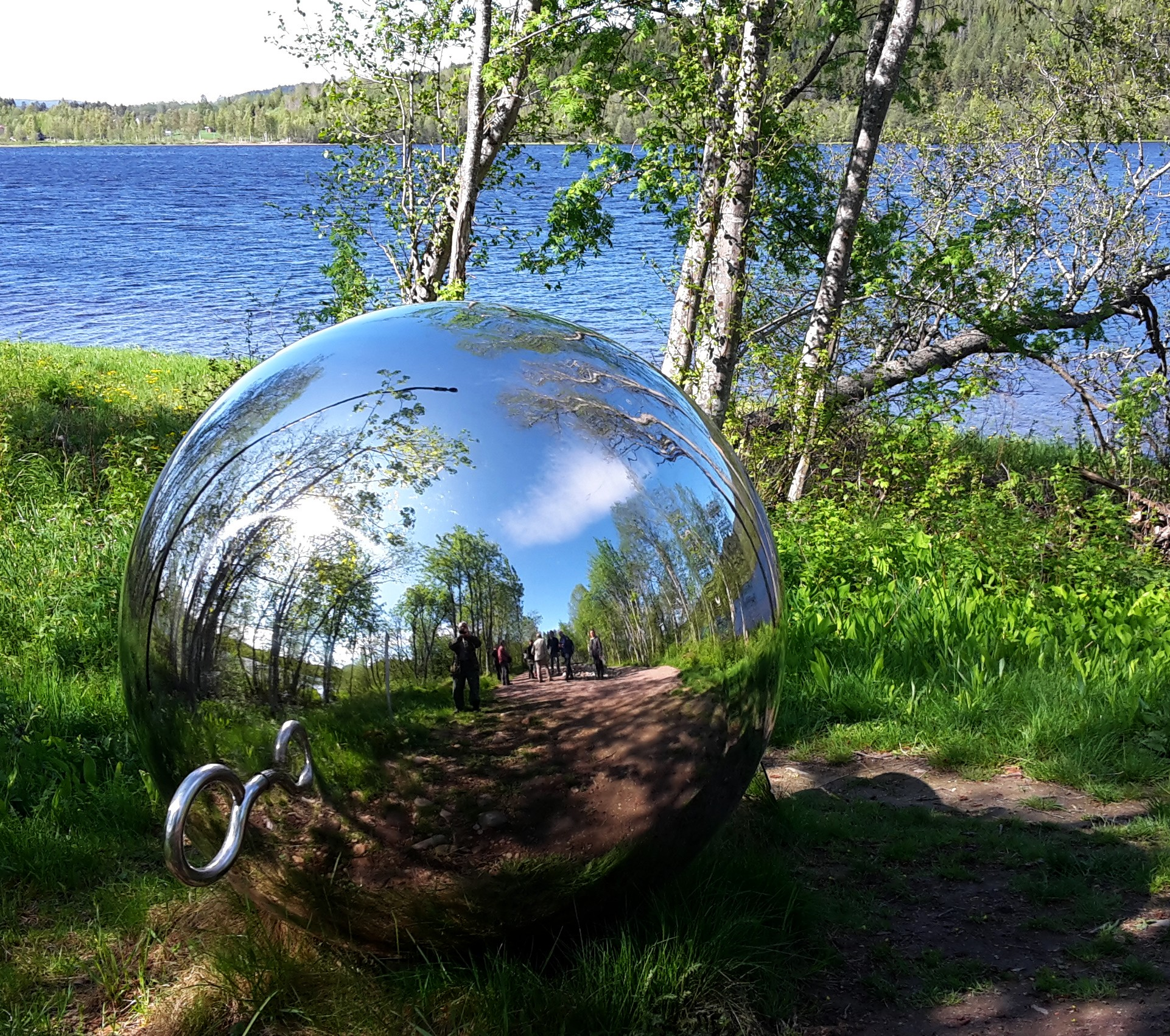
Konstverket "Libjiesbåaloe" av Helena Byström (2014).
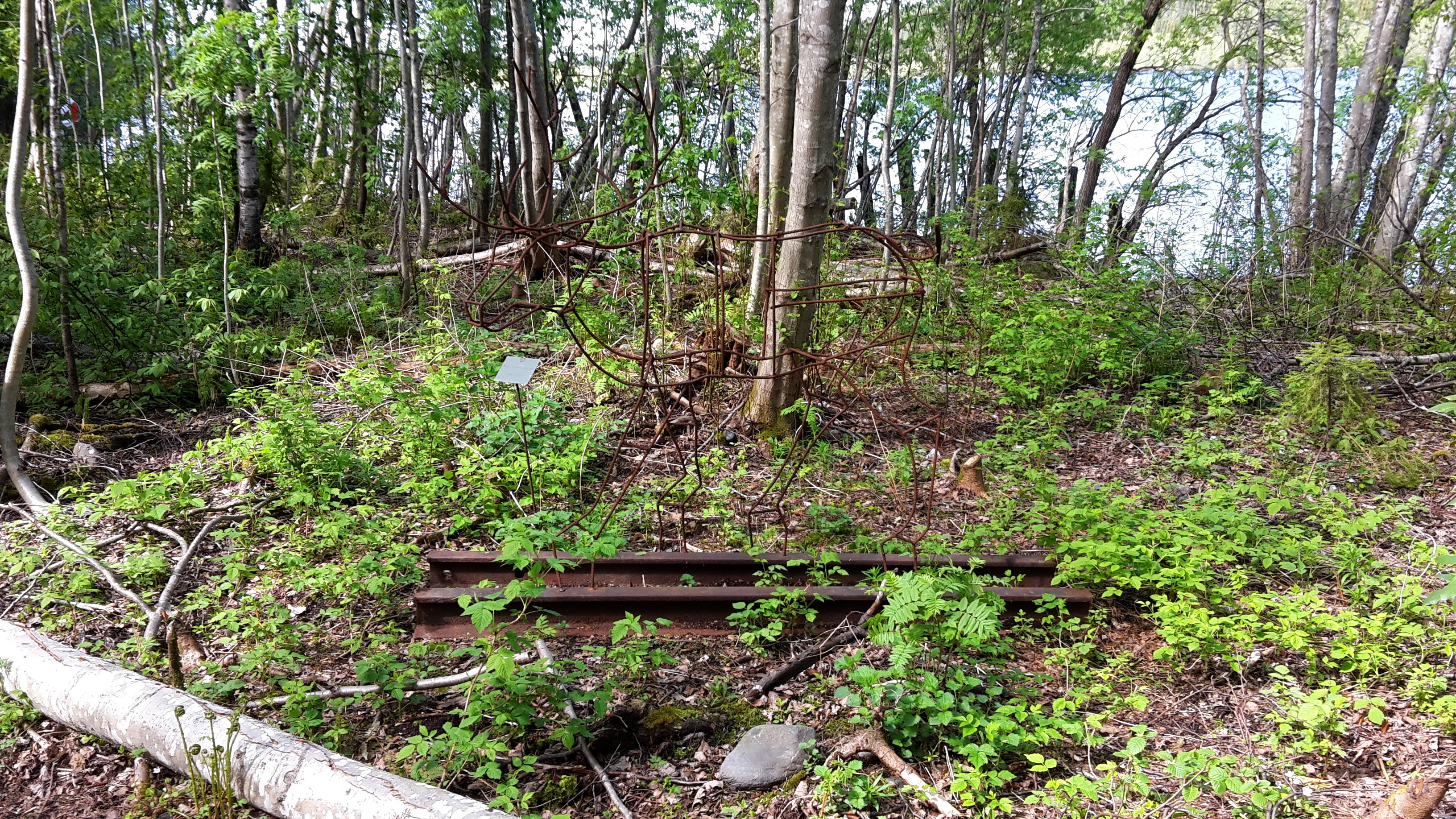
Konstverket "Sarvis - nordsamisk stjärnbil" av Ing-Marie Seijsing.